# Cheilodipterus macrodon
Cheilodipterus macrodon es una especie de pez del género Cheilodipterus, familia Apogonidae. Fue descrita científicamente por Lacepède en 1802.
Se distribuye por el Indo-Pacífico: mar Rojo y África Oriental, al norte en las islas Ryūkyū, sur en las islas Lord Howe y Rapa. La longitud total (TL) es de 25 centímetros. Habita en taludes arrecifales y se alimenta principalmente de peces pequeños. Puede alcanzar los 40 metros de profundidad.
Está clasificada como una especie marina inofensiva para el ser humano.